# Nu har det landat en ängel
Nu har det landat en ängel är en sång skriven av Niklas Strömstedt. Den finns inte med på något av hans studioalbum, men utgavs som singel 1998. 1998 togs den med på samlingsalbumet Oslagbara 1989–1999. Den finns också med på samlingsalbumet 30 år i kärlekens tjänst (2009).
Singeln gavs ut på CD med en instrumentalversion av låten som B-sida.
Nu har det landat en ängel tog sig inte in på Svenska singellistan, men låg tre veckor på Svensktoppen mellan den 12 och 26 december 1998.

## Låtlista
1. "Nu har det landat en ängel" – 3:57
2. "Nu har det landat en ängel" (instrumentalversion) – 3:57